# Teplička (okres Spišská Nová Ves)
Teplička (Hongaars:Hernádtapolca) is een Slowaakse gemeente in de regio Košice, en maakt deel uit van het district Spišská Nová Ves.
Teplička telt 1116 inwoners.